# Первая Вексенская война
Вексенская война 1087 года — попытка Вильгельма Завоевателя захватить французский Вексен.
Поводом к войне стали набеги, которые устраивали воины из гарнизона замка Мант. Гуго Ставель, Рауль Мовуазен и другие переправлялись через Эр, разделявший Францию и Нормандию, и грабили земли диоцеза Эврё. Они опустошили владения Гильома де Бретея вокруг Паси, и земли Рожера д’Иври, дворецкого Вильгельма Завоевателя. Вильгельм воспользовался этим и потребовал от короля вернуть французский Вексен с городами Понтуазом, Шомоном и Мантом.
Эта территория была передана под сеньориальную власть отца Вильгельма, герцога Роберта I, в начале правления короля Генриха I, в обмен на помощь в гражданской войне, которую французский король вел с матерью и братом. Позднее Генрих воспользовался мятежом нормандских баронов против несовершеннолетнего Вильгельма и снова сделал графа Вексена своим прямым вассалом.
Пока Вильгельм был слишком молод и нуждался в поддержке французского короля, он не осмеливался требовать Вексен назад; затем был занят другими войнами на континенте и покорением Англии. В 1077 году, после ухода в монастырь графа Симона де Крепи, Филипп I присоединил Вексен к королевскому домену. Мант, Шомон и Понтуаз образовали линию обороны на границе с Нормандией. Вильгельм, потерпевший поражение в Бретани и вынужденный заключить мир с Францией, не смог этому помешать. В 1081 году соседнее с Вексеном графство Мёлан перешло к одному из ближайших сподвижников Вильгельма Роберту де Бомону, таким образом король получил союзника на спорных землях.
По словам Вильяма Мэлмсберийского и других хронистов, в ответ на требования послов Вильгельма Филипп издевательски сравнил их тучного и нуждавшегося в помощи врачей господина с женщиной на сносях, и спросил, когда тот собирается разрешиться от бремени и встать с постели? Вильгельм, якобы, ответил на это: «Когда я встану, чтобы пойти к мессе, я зажгу сто тысяч свечей за его счет».
В конце июля 1087 года английский король вторгся в Вексен, опустошил сельскую местность, где как раз поспел урожай, а около середины августа осадил Мант. Защитники крепости сделали несколько вылазок, пытаясь защитить посевы, но без успеха. Нормандцы проломили ворота и ворвались в город, бросились грабить его и подожгли. Мант был полностью разрушен, многие жители, не успевшие бежать, погибли в огне. В сгоревшей церкви Святой Марии погибли двое анахоретов, что произвело особенно тяжелое впечатление на современников.
По рассказам хронистов, при вступлении в горящий город конь Вильгельма шарахнулся в сторону от пламени, споткнулся, и король сильно ударился о луку седла. Получив травму и страдая от болей в кишечнике, Завоеватель был вынужден вернуться в Руан, где умер 9 сентября. Военные действия на этом, по-видимому, прекратились, так как Нормандию унаследовал старший сын Вильгельма Роберт Куртгёз, союзник Филиппа. Король Франции с конца 1070-х пытался добиться разделения Англии и Нормандии, поддержав мятеж Роберта Куртгёза, и его вполне устраивало произошедшее. Закончилась ли эта война каким-либо формальным соглашением, неизвестно.